# Division nationale (Schach) 2019/20
Die Division nationale (Schach) 2019/20 ist die höchste Spielklasse der luxemburgischen Mannschaftsmeisterschaft im Schach.
Meister wurde die erste Mannschaft von Gambit Bonnevoie, die den Titelverteidiger De Sprénger Echternach auf den zweiten Platz verwies. Aus der Promotion d'honneur waren der Schachclub Nordstad und die zweite Mannschaft von Gambit Bonnevoie aufgestiegen, die beide direkt wieder absteigen mussten. 
Zu den gemeldeten Mannschaftskadern siehe Mannschaftskader der Division nationale (Schach) 2019/20.

## Modus
Das Turnier sollte unterteilt werden in eine Vorrunde und eine Endrunde. Die acht teilnehmenden Mannschaften spielten zunächst ein einfaches Rundenturnier. In der Endrunde sollten die ersten Vier im Poule Haute um den Titel, die letzten Vier im Poule Basse gegen den Abstieg spielen, allerdings wurden wegen der COVID-19-Pandemie die Wettkämpfe der Endrunde abgesagt, und es wurde später festgelegt, dass der Stand nach der Vorrunde als Endstand zählt. Über die Platzierung entscheidet zunächst die Summe der Mannschaftspunkte (2 Punkte für einen Sieg, 1 Punkt für ein Unentschieden, 0 Punkte für eine Niederlage), danach der direkte Vergleich und anschließend die Zahl der Brettpunkte (3 Punkte für einen Sieg, 2 Punkte für ein Remis, 1 Punkt für eine Niederlage, 0 Punkte für einen kampflose Niederlage). 

## Spieltermine
Die Wettkämpfe der Vorrunde wurden ausgetragen am 22. September, 6. und 20. Oktober, 24. November, 8. Dezember 2019, 12. Januar und 1. März 2020. Die Wettkämpfe der Endrunde waren vorgesehen für den 15. und 29. März sowie den 26. April 2020.

## Vorrunde

### Tabelle
| Pl. | Verein                              | Sp | G | U | V | MP   | Brett-P. |
| --- | ----------------------------------- | -- | - | - | - | ---- | -------- |
| 01. | Gambit Bonnevoie I. Mannschaft      | 7  | 6 | 1 | 0 | 13:1 | 135      |
| 02. | De Sprénger Echternach (M)          | 7  | 5 | 2 | 0 | 12:2 | 130      |
| 03. | Le Cavalier Differdange             | 7  | 4 | 1 | 2 | 9:5  | 121      |
| 04. | Luxembourg 1915                     | 7  | 3 | 1 | 3 | 7:7  | 102      |
| 05. | The Smashing Pawns Bieles           | 7  | 2 | 2 | 3 | 6:8  | 112      |
| 06. | Cercle d'échecs Dudelange           | 7  | 2 | 1 | 4 | 5:9  | 97       |
| 07. | Gambit Bonnevoie II. Mannschaft (N) | 7  | 2 | 0 | 5 | 4:10 | 106      |
| 08. | Schachclub Nordstad (N)             | 7  | 0 | 0 | 7 | 0:14 | 79       |

### Entscheidungen
|     | Luxemburgischer Mannschaftsmeister: Gambit Bonnevoie I. Mannschaft                         |
|     | Absteiger in die Promotion d'honneur: Gambit Bonnevoie II. Mannschaft, Schachclub Nordstad |
| (M) | Meister der letzten Saison                                                                 |
| (N) | Aufsteiger der letzten Saison                                                              |

### Kreuztabelle
| Ergebnisse | Ergebnisse                      | 01. | 02. | 03. | 04. | 05. | 06. | 07. | 08. |
| ---------- | ------------------------------- | --- | --- | --- | --- | --- | --- | --- | --- |
| 01.        | Gambit Bonnevoie I. Mannschaft  |     | 16  | 17  | 19  | 20  | 19  | 21  | 23  |
| 02.        | De Sprénger Echternach          | 16  |     | 18  | 16  | 18  | 21  | 17  | 24  |
| 03.        | Le Cavalier Differdange         | 15  | 14  |     | 20  | 16  | 19  | 18  | 19  |
| 04.        | Luxembourg 1915                 | 13  | 16  | 11  |     | 17  | 11  | 17  | 17  |
| 05.        | The Smashing Pawns Bieles       | 11  | 14  | 16  | 14  |     | 16  | 24  | 17  |
| 06.        | Cercle d'échecs Dudelange       | 12  | 11  | 13  | 20  | 16  |     | 8   | 17  |
| 07.        | Gambit Bonnevoie II. Mannschaft | 10  | 15  | 14  | 15  | 8   | 21  |     | 23  |
| 08.        | Schachclub Nordstad             | 8   | 7   | 12  | 14  | 14  | 15  | 9   |     |

## Die Meistermannschaft
| 1.            | Gambit Bonnevoie |
| Schachfiguren | Vitaly Kunin, Marko Tratar, Michael Hoffmann, François Godart, Amadeus Eisenbeiser, Carl-Christian Buhr, Stephen Dishman, Andy Marechal, Óskar Bjarnason, Stefan Maltezeanu, Jan Bednarich, Slobodan Filipović, Michael Schwerteck, Ólafur Ísberg Hannesson, Zoran Stanić, József Barta, Ivan Pryvalov, Roberto Visintin. |